# Raúl Brañes
Raúl Brañes Farmer; (Santiago, 24 de marzo de 1903 – San Antonio, 31 de marzo de 1991) fue un médico cirujano y político chileno, miembro del Partido Radical (PR). Fue diputado de la República durante cuatro periodos consecutivos entre 1937 y 1953, ejerciendo la presidencia de la Cámara en dos oportunidades.

## Biografía

### Primeros años
Era hijo de Jorge Brañes Debierres y de Virginia Farmer Vivas. Estuvo casado con Marta Ballesteros Wicks, con quien tuvo cuatro hijos: Marta, Raúl, Jorge y Lucía. Posteriormente y tras años de haber enviudado, se casó con Iris Moreno Silva.

### Estudios y vida laboral
Estudió en el Colegio Alemán de Santiago y en el Liceo Miguel Luis Amunátegui. Posteriormente estudió medicina en la Universidad de Chile, donde se tituló de médico cirujano en 1926. Su tesis se denominó “La cura racional del varicocele.” Se desempeñó como ayudante de la cátedra de Anatomía Descriptiva del Profesor Benavente y después del profesor Girón.
Ejerció como médico en el Hospital de San Vicente; como médico en la Asistencia Pública, entre 1926 y 1930. A partir de 1929 trabajó en el Hospital de San Bernardo.

## Actividades políticas
Militó en el Partido Radical y organizó la Asamblea Nacional de San Bernardo. Fue presidente del Comité Unido de los Partidos de Izquierda y vicepresidente del Partido Radical. Llegó a ser Regidor de la Municipalidad de San Bernardo (1932-1936). 
Fue elegido Diputado por la 8ª agrupación departamental de Melipilla, San Antonio, San Bernardo y Maipo para el período 1937-1941. Integró la comisión permanente de Educación Pública. Reelecto Diputado por la misma agrupación, para el período 1941-1945, en esta oportunidad fue miembro de la comisión de Economía y Comercio, además, fue Presidente de la Cámara de Diputados (1941). El 1.º de enero del año 1947 se nombra en San Antonio la población "Doctor Raúl Brañes Farmer" que hoy en día es conocida como barrancas en el centro cívico de la comuna. 
Nuevamente elegido Diputado por Melipilla, San Antonio, San Bernardo y Maipo (1945-1949), fue parte de la comisión permanente de Relaciones Exteriores, y en su último período parlamentario (1949-1953), por la misma zona, integró la comisión de Hacienda. Volvió a presidir la Presidente de la Cámara de Diputados (1949-1950).
Fue bombero de la segunda compañía de bomberos de San Bernardo. 